# Croatian Medical Journal
Croatian Medical Journal (дословно — «Хорватский медицинский журнал») — выходящий раз в два месяца рецензируемый общемедицинский журнал с открытым доступом. Он был основан в 1953 году как Acta Facultatis Medicae Zagrabiensis, а своё нынешнее название получил в 1992 году. Его первый номер под нынешним названием был опубликован в феврале 1992 года, а с 2001 года он выпускается издательством Medicinska naklada. Ранее он издавался Медицинской школой Загребского университета. Главный редактор Томислав Смольянович (Медицинская школа Загребского университета). Согласно Journal Citation Reports, импакт-фактор журнала на 2016 год составляет 1,619.